# Deeper Christian Life Ministry
Deeper Christian Life Ministry är ett evangelikalt och karismatiskt kristet trossamfund, bildat av den nigerianske universitetsläraren William F Kumuyi. 
1973 startade Kumuyi en bibelstudiegrupp tillsammans med några av sina elever. Gruppen växte explosivt och samlade i början av 1980-talet tusentals anhängare som då formellt organiserades i Deeper Life Bible Church. Idag samlar man varje söndag 120 000 gudstjänstbesökare i sin kyrka i Lagos och är därmed en av de största kristna församlingarna i världen.
Församlingar har sedan bildats i Lagos (över 500 stycken), övriga Nigeria (över 5000), Afrika (över 3000 församlingar i 40 länder) och övriga världen. Det internationella trossamfundet gavs namnet Deeper Christian Life Ministry (DCLM) och leds av Kumuyi som bär titeln "General Superintendent" över kyrkan.
Kyrkan tillhör Organization of African Instituted Churches.
I Sverige finns fem församlingar; i Luleå, Umeå, Stockholm, Uppsala och Västerås.